# Greenville (Carolina do Norte)
Greenville é uma cidade localizada no estado norte-americano de Carolina do Norte, no Condado de Pitt.

## Demografia
Segundo o censo norte-americano de 2000, a sua população era de 60.476 habitantes.
Em 2006, foi estimada uma população de 72.052, um aumento de 11576 (19.1%).

## Geografia
De acordo com o United States Census Bureau tem uma área de 68,0 km², dos quais 66,2 km² cobertos por terra e 1,8 km² cobertos por água.

## Localidades na vizinhança
O diagrama seguinte representa as localidades num raio de 20 km ao redor de Greenville.